# Codevigo
Codevigo är en ort och kommun i provinsen Padova i regionen Veneto i Italien. Kommunen hade 6 459 invånare (2018).